# Dirty Work
Dirty Work är ett musikalbum av The Rolling Stones släppt 1986. Albumet är allmänt sett som ett av gruppens svagaste album från 1980-talet, i stor utsträckning till följd av de dåvarande spänningarna mellan Keith Richards och Mick Jagger. Ett undantag bland kritikerna var Robert Christgau som höll skivan som en favorit och gav den A i betyg. Han uppskattade producenten Steve Lillywhites avskalade rockarrangemang och låttexternas ärliga desperation. Gruppen bytte i samband med detta album distributör av sitt skivbolag Rolling Stones Records från Atlantic Records till CBS Records.
Gruppen arbetade med albumet precis efter att Mick Jagger släppt sin första soloskiva She's the Boss, och han var därför ofta frånvarande när musiken till det här albumet spelades in. Jagger ville inte heller turnera till stöd för skivan utan hellre börja jobba på sin nästa soloskiva. Eftersom Jagger var frånvarande sjöng Keith Richards på flera låtar som spelades in, varav två hamnade på det färdiga albumet. Det var första gången Richards sjöng på två spår på ett Rolling Stones-album. Flera av låtarna spelades också in utan trummisen Charlie Watts då han hade stora drogproblem vid den aktuella tidpunkten. Ron Wood spelar exempelvis trummor på "Sleep Tonight.
Musikaliskt är albumet starkt discoinfluerat och man känna av 1980-talet genom synthesizer, exempelvis i "Winning Ugly". Covern på "Harlem Shuffle", ursprungligen inspelad av soulduon Bob & Earl 1963 (men en hitsingel först 1969), blev den största hiten från albumet. "One Hit (To the Body)" blev en adekvat singelframgång. Låtens gitarrsolo spelas av Jimmy Page som gästade gruppen under inspelningarna. Tittar man noga på texterna i "Back to Zero" och "Dirty Work" kan man lägga märke till en viss politisk medvetenhet.
Gruppens långvarige pianist och chaufför Ian Stewart avled kort efter att inspelningarna av detta album var färdiga och det dedicerades därför till honom. Som en hyllning lade man också till en kort snutt av blueslåten "Key to the Highway" spelad av Stewart, i slutet av albumet.
På skivans innerfodral fanns en seriestripp av Mark Marek kallad "Dirty Workout", samt låttexterna.

## Låtlista
Sida ett
1. "One Hit (To the Body)" (Mick Jagger, Keith Richards, Ron Wood) - 4:45
2. "Fight" (Jagger, Richards, Wood) - 3:10
3. "Harlem Shuffle" (Earl Nelson, Bob Relf) - 3:26
4. "Hold Back" (Jagger, Richards) - 3:53
5. "Too Rude" (Lindon Roberts) - 3:13

Sida två
1. "Winning Ugly" (Jagger, Richards) - 4:33
2. "Back to Zero" (Jagger, Chuck Leavell, Richards) - 4:00
3. "Dirty Work" (Jagger, Richards, Wood) - 3:53
4. "Had It With You" (Jagger, Richards, Wood) - 3:20
5. "Sleep Tonight" (Jagger, Richards) - 5:14
6. "Key to the Highway"

## Listplaceringar
- Billboard 200, USA: #4[2]
- UK Albums Chart, Storbritannien: #4[3]
- RPM, Kanada: #2[4]
- Nya Zeeland: #3[5]
- Österrike: #4[6]
- Schweiz: #1[7]
- Nederländerna: #1[8]
- VG-lista, Norge: #3[9]
- Topplistan, Sverige: #4[10]